# Тарановский сельский совет
Тара́новский сельский совет — входил до 2020 года в состав Змиёвского района Харьковской области Украины.
Административный центр сельского совета находился в селе Тарановка.

## История
- 1920 год — дата образования данного сельского Совета (крестьянских) депутатов трудящихся на территории … волости в составе Змиевского уезда Харьковской губернии Украинской Советской Социалистической Республики.
- С марта 1923 года — в составе Змиевского(?) района Харьковского округа, с февраля 1932 года — Харьковской области УССР.
- В 1966 году данные н.п. входили в состав Тарановского сельсовета:[2]
- Казачка (Змиёвский район)
- Дудковка (Змиёвский район)
- Первомайское (Змиёвский район)
- Борки (Змиёвский район)
- Беспаловка (Змиёвский район)
- Джгуны
- Фёдоровка (Змиёвский район)
- Жадановка (Змиёвский район)
- Погорелое (Змиёвский район)
- Кравцово (Змиёвский район)
- Кислый (Змиёвский район)
- Карповка (Змиёвский район)
- Гужвинский
- Кирюхи (Змиёвский район)
- Михайловка (Змиёвский район)
- Между 1967[2] и 1976[3] годами Борковский сельсовет (Харьковская область) был выделен из состава Тарановского сельсовета.
- В 1976 году в состав сельсовета входили также село Карповка и посёлок Касьяновка,[4] затем исключённые из состава сельсовета.
- После 17 июля 2020 года в рамках административно-территориальной реформы по новому делению Харьковской области[5][6] сельсовет, как и весь Змиевской район Харьковской области, был ликвидирован; входящие совет населённые пункты и его территории были присоединены к … территориальной общине Чугуевского района области.
- Сельсовет просуществовал 100 лет.

## Населённые пункты совета на 2010-е годы
- село Тара́новка
- посёлок Беспа́ловка
- село Беспа́ловка
- село Дудковка
- село Жадановка
- посёлок Радго́спное (Совхозное)
- посёлок Раздо́льное

### Ликвидированные населённые пункты
- село Ольшанка